# Barbro Ståhle Sjönell
Barbro Ståhle Sjönell, född 1943, är en svensk litteraturvetare.
Ståhle Sjönell är dotter till språkvetaren Carl Ivar Ståhle. Hon blev filosofie doktor i litteratur vid Stockholms universitet 1986 med ett textkritisk avhandling om August Strindberg som gavs ut inom ramen för Nationalupplagan av August Strindbergs samlade verk.
Ståhle Sjönell är verksam som biträdande huvudredaktör för Svenska Vitterhetssamfundets klassikerutgåvor.